# レイク郡区 (アイオワ州セロゴード郡)
レイク郡区は、アメリカ合衆国、アイオワ州、セロゴード郡にある16の郡区の一つである。2000年の国勢調査で、人口は345人だった。

## 地理
レイク郡区は、69.3平方キロメートル（26.76平方マイル)で、組み込まれた自治体(incorporated settlements)はない。
アメリカ地質調査所によると、この郡区は Memorial Parkの1つの霊園が含まれる。
レイク郡区は、郡内の２大都市のen:Mason_City,_Iowaとen:Clear_Lake,_Iowaの間のその都市でない部分だ。
en:Mason_City_Municipal_Airportは、レイク郡区に位置している。